# Douglas Tompkins
Douglas Rainsford Tompkins (ur. 20 marca 1943 w Conneaut, zm. 8 grudnia 2015 w Coyhaique) – amerykański przedsiębiorca i działacz ekologiczny, twórca marek The North Face i Esprit.

## Życiorys
Jego przodkowie przypłynęli do Ameryki na statku Mayflower. Syn handlarza antykami i dekoratorki wnętrz, urodzony 20 marca 1943 roku w Conneaut. Wychowywał się w Greenwich Village w Nowym Jorku, a następnie w Millbrook. W dzieciństwie polubił sport, w wieku 12 lat zaczął wspinać się w pobliskich Shawangunk Mountains. Uczęszczał do Pomfret School w Connecticut, ale nie ukończył jej i nie podjął nauki w college’u. Zamiast nauki wolał podróżować i zarabiać. W wieku 17 lat wyjechał pracować w kurorcie narciarskim Aspen, a zarobione pieniądze odkładał na podróż w Alpy, w których spędził rok. Następnie udał się w podróż po całej Ameryce Południowej, a po wyczerpaniu oszczędności wrócił do USA w 1962 roku.
Osiadł w Tahoe, gdzie pracował przy wyrębie drzew i założył pierwszą firmę, California Mountaineering Service. W 1963 roku poznał Susie Buell, która podzielała jego pasję wspinaczkową. Para pobrała się w 1964 roku i przeniosła do San Francisco. Tompkins przez całe życie zajmował się wspinaczką, wybierając najtrudniejsze trasy, niekiedy wyznaczając nowe drogi na szczyt. W 1968 roku jego grupa jako trzecia w historii zdobyła szczyt Fitz Roy na granicy Argentyny i Chile. Tompkins  konstruował także własny sprzęt sportowy, m.in. zaprojektował namiot w kształcie igloo.
Wspinaczka i konieczność posiadania specjalistycznego sprzętu zainspirowały go do założenia firmy, która miała importować i sprzedawać śpiwory, namioty, plecaki i inny sprzęt. Początkowo prowadzili handel obwoźny. Za pożyczone 5.000 dolarów, razem z żoną i Kennethem Kloppem, założył firmę, którą nazwał The North Face (ang. Północna ściana). Na otwarciu pierwszego sklepu w 1966 roku zagrał zespół Grateful Dead. W 1968 roku udziały w North Face sprzedał Kloppowi za 50 tys. dolarów. Uważał, że stworzył przedsiębiorstwa służące do sprzedawania „rzeczy, których ludzie nie potrzebują” i postanowił zająć się kręceniem filmów. Ostatecznie nie zajął się filmografią, a zaangażował się w pomoc przy prowadzeniu firmy odzieżowej Plain Jane Dress Company, którą żona założyła wraz z przyjaciółką Jane Tise, gdy on odbywał ze swoim przyjacielem wspinaczem Yvonem Chouinardem kilkumiesięczną wyprawę na Fitz Roy. Już w 1970 roku sprzedaż roczna sięgnęła miliona dolarów. Przedsiębiorstwo rozrosło się z czasem do koncernu Esprit, znanego z odzieży casual i sportowej. Z czasem Tompkins rozczarował się do świata korporacyjnego biznesu i sprzedał udziały w Espricie za 150 mln dolarów. W 1989 roku wziął rozwód z żoną.

### Działalność w Ameryce Południowej
W 1993 roku ożenił się z Kristine McDivitt, która szefowała w przeszłości firmie odzieżowej Patagonia, i wraz z nią osiadł w Ameryce Południowej. Para mieszkała naprzemiennie w Chile i Argentynie, zajmując się walką o ochronę środowiska. Tompkins przeznaczył większą część swojego majątku na zakup blisko 8900 km² ziemi w Ameryce Południowej, w celu ochrony tych terenów przed degradacją. Jego planem było przekształcić te tereny w oficjalne parki narodowe. W efekcie w ciągu 20 lat para stała się jednym z większych właścicieli ziemskich na świecie. Tompkins przekazywał zakupione tereny chilijskiemu rządowi pod warunkiem, że rząd tego kraju każdy tak powstały park powiększy. Na tej zasadzie przekazał Chile terytoria Hornopiren, Corcovado i wyspę Magdalena.
Szczególnie silnie opierali mu się rolnicy z chilijskiej Patagonii, dla których powstanie parków narodowych oznaczałoby utratę terenów pod wypas. Ich działalność spotkała się nie tylko z niechęcią czy wrogością, ale także stała się źródłem dla licznych teorii spiskowych, według których Tompkins miał budować w Patagonii nowy Izrael czy bunkry przed zbliżającą się wojną atomową, skupować zasoby wody dla amerykańskich milionerów albo przygotowywać te grunty pod składowanie odpadów nuklearnych. Straszono także, że zamierza podzielić kraj na pół. Uruchomiona została wówczas przeciw niemu kampania Patagonia Sin Tompkins (Patagonia bez Tompkinsa). Kampania nie zapobiegła powstaniu Parku Pumalin rozciągającego się od wybrzeża aż do granicy z Argentyną. Na marzec 2017 roku Pumalin zaplanowano oficjalnie przekształcić w park narodowy – ceremonia podpisania umowy miała miejsce 15 marca 2017 roku. Park oprócz terenów zakupionych przez Tompkinsa objął drugie tyle gruntów należących do władz Chile. Do śmierci zdołał przekształcić w parki narodowe 1950 km² ziemi, tworząc pięć parków narodowych. Łącznie zaplanował utworzenie 17 parków o powierzchni 4,5 mln ha.
W 1990 roku założył Foundation for Deep Ecology, a w 1992 roku Conservation Land Trust. Wielokrotnie wyróżniany za działalność ekologiczną, był równocześnie krytykowany przez wielu Chilijczyków i Argentyńczyków za hamowanie rozwoju gospodarczego i niszczenie przemysłu hodowli łososia i budowy elektrowni wodnych. W 2000 roku do zarządzania gruntami powołał fundusz ziemi Conservacion Patagonica.

### Śmierć i dziedzictwo
Zmarł 8 grudnia 2015 roku w trakcie wyprawy kajakowej z przyjaciółmi po jeziorze General Carrera. Jego kajak przewrócił się w wyniku wysokich fal, Tompkins spędził ponad godzinę w zimnej wodzie i zmarł z wychłodzenia po przewiezieniu śmigłowcem do szpitala w Coyhaique.
Po jego śmierci Kristine McDivitt jeszcze w tym samym miesiącu spotkała się z prezydentem Argentyny. Podczas spotkania zobowiązała się przekazać rządowi tego kraju 150 tysięcy hektarów pod parki narodowe, a w styczniu 2016 roku na spotkaniu z prezydent Chile poinformowała o zobowiązaniu przekazania 400 tysięcy hektarów na potrzeby parków narodowych.
Z małżeństwa z Susie Buell miał dwie córki.